# Daumlinge Bay
Daumlinge Bay (in der deutschen Kolonialzeit Däumlingsbucht genannt) ist eine Bucht an der Nordküste der Provinz Sandaun von Papua-Neuguinea. Sie ist damit Teil der Bismarcksee.
Die Bucht wird östlich von einer Halbinsel, die von einem schmalen Isthmus mit dem Kernland verbunden ist, begrenzt. An diesem Isthmus liegt die für die Siedlung Vanimo mit dem Regionalflughafen. Östlich begrenzen die beiden kleinen Inseln Narimuru Island, Buro Island die Bucht, die etwa 2 km breit ist und etwa 3 km tief ins Landesinnere ragt.
Ihren Namen erhielt die Bucht durch die vorgelagerten Inseln, die Otto Finsch 1885 während seiner Reise auf der Samoa wegen ihrer geringen Größe Däumlinge nannte.
Ab 1899 war die Gegend um die Bucht Teil der deutschen Kolonie Neuguinea und kam 1920 unter australische Mandatsverwaltung.